# As I Am
As I Am — третий студийный и четвёртый по счёту альбом американской R&B и соул-исполнительницы Алиши Киз, выпущенный в ноябре 2007 года. По итогам продаж в 2008 году занял в США первое место (см. годовой чарт Billboard 200). Песня получила номинацию на «Грэмми» 2009 в категории Лучшее совместное вокальное поп-исполнение.

## Список композиций
1. «As I Am» (Интерлюдия) (Киз) — 1:52
  - Содержит интерполяцию Ноктюрна № 20 в До-диез минор, op. posth Фредерика Шопена
2. «Go Ahead» (Киз, Mark Batson, Бразерс, Marsha Ambrosius) — 4:35
3. «Superwoman» (Киз, Линда Перри, Steve Mostyn) — 4:34
4. «No One» (Киз, Бразерс, George D. Harry) — 4:13
5. «Like You’ll Never See Me Again» (Киз, Бразерс) — 5:15
6. «Lesson Learned» (при участии Джона Мейера) (Киз, Мейер) — 4:13
7. «Wreckless Love» (Киз, Jack Splash, Matthew Kahane, Harold Lilly) — 3:52
8. «The Thing About Love» (Киз, Перри) — 3:49
9. «Teenage Love Affair» (Киз, Splash, Kahane, Lilly, Josephine Bridges, Carl Hampton, Tom Nixon) — 3:10
  - Содержит семпл песни The Temprees «(Girl) I Love You» (Josephine Bridges, Carl Hampton, Tom Nixon).
10. «I Need You» (Киз, Batson, Lilly, Paul L. Green) — 5:09
11. «Where Do We Go from Here» (Киз, Бразерс, Mary Frierson, Johnnie Frierson) — 4:10
  - Содержит семпл песни Wendy Rene «After Laughter (Comes Tears)» (Mary Frierson, Johnnie Frierson).
12. «Prelude to a Kiss» (Интерлюдия) (Киз) — 2:07
13. «Tell You Something (Nana’s Reprise)» (Киз, Novel Stevenson, Ron Haney, Brothers, Green, Mostyn) — 4:28
14. «Sure Looks Good to Me» (Киз, Перри) — 4:31

### Формат iTunes
1. «Waiting for Your Love» — 3:53
2. «Hurt So Bad» (бонус при предзаказе) — 2:56

### Британский формат
1. «Waiting for Your Love» — 3:53

### Бонус DVD
1. Karma (вживую в Голливуд-боул)
2. Heartburn (вживую в Голливуд-боул)
3. Wake Up (вживую в Голливуд-боул)
4. За сценой: фотосессия для As I Am
5. За сценой: съёмки видео No One

## As I Am: The Super Edition

### Список композиций
- Стандартный набор из 14 треков

1. «Another Way to Die (с Джеком Уайтом)» — 4:24
2. «Doncha Know (Sky is Blue)» — 4:24
3. «Savior» — 3:22

Бонусный диск — Вживую из The Coronet Theatre (Лондон)
1. «You Don’t Know My Name»
2. «Fallin'»
3. «Superwoman»
4. «No One»
5. «Teenage Love Affair»
6. «If I Ain’t Got You»